# José Vidal (beisbolista)
José Vidal Nicolás (3 de abril de 1940 – 7 de enero de 2011) fue un jardinero derecho dominicano que jugó en las Ligas Mayores de Béisbol. Fue firmado por los Gigantes de San Francisco como amateur antes de la temporada de 1958, y jugó para los Indios de Cleveland (1966-1968) y Seattle Pilots (1969). También jugó una temporada en Japón para los Saitama Seibu Lions (1971). Durante 4 años de carrera de Grandes Ligas, bateó para .164, tres jonrones y 10 carreras impulsadas.

## Carrera
Vidal fue un buen bateador de ligas menores, pero mal fildeador. lideró su liga en tres ocasiones en errores para un jardinero (1959, 1965 y 1966). Jugando para los Piratas Hobbs, de la Sophomore League en 1960, bateó .342 con 17 jonrones y 81 carreras impulsadas en apenas 93 partidos. En 1963, Vidal ganó la Triple Corona de la Liga de California mientras jugaba para los Reno Silver Sox. Tuvo un promedio de bateo de .340 con 40 HR y 162 RBI en 139 juegos y fue nombrado Jugador Más Valioso de la liga. Fue llamado a filas por los Indios en septiembre de 1966 después de batear .293 con los Portland Beavers de la Liga de la Costa del Pacífico.
Hizo su debut en Grandes Ligas como bateador emergente el 5 de septiembre de 1966 contra los Medias Rojas de Boston en el Cleveland Stadium. Bateó por el lanzador Tom Kelley en la parte inferior de la sexta entrada contra Lee Stange, bateando hacia el jardinero derecho Tony Conigliaro. Los Indios perdieron ese partido, el primero de una doble cartelera, 5-1, pero ganaron el nocturno por un marcador de 3-1. Su primer hit en Grandes Ligas fue 12 días más tarde, en su primera aparición en la alineación inicial, con dos triples contra Mickey Lolich en el Tiger Stadium.
Durante sus cuatro temporadas en las Grandes Ligas, Vidal nunca alcanzó números decente con promedios de bateos sucesivos de .188, .118, .167, y .192. Hizo 53 apariciones en los jardín, 35 de las cuales fueron como titular, e, irónicamente, fue cambiado por un solo error de 65 salidas al campo. El 19 de mayo de 1969 fue cambiado de los Seattle Pilots a los Yanquis de Nueva York, y nunca más apareció en un juego de Grandes Ligas. Su total de carrera en 88 juegos incluyen un promedio de bateo de .164 (24-por-146), 3 HR, 10 RBI, 20 carreras anotadas, un porcentaje de embasado de .261, y un porcentaje de slugging de .260.
Los highlights de su carrera incluyen batear un jonrón para ganar un juego contra Jack Fisher, de los Medias Blancas de Chicago en la parte inferior de la 14.ª entrada el 3 de junio de 1968.

## Muerte
Vidal murió a causa de un cáncer de estómago el 7 de enero de 2011 en el Hospital General de la Plaza de la Salud en Santo Domingo a la edad de 70 años.

## Trivia
- El primer y último hit de Vidal en Grandes Ligas fue triple.
- El jonrón de Vidal del 3 de junio de 1968 le dio a su compañero de equipo Hal Kurtz su primera y única victoria en Grandes Ligas.
- Era apodado "Papito" en el béisbol dominicano.
- En la Liga Dominicana jugó para las Águilas Cibaeñas, Estrellas Orientales, Tigres del Licey y Leones del Escogido.